# Psychoda obscuripennis
Psychoda obscuripennis és una espècie d'insecte dípter pertanyent a la família dels psicòdids que es troba al Iemen.